# Ernst Oestreicher (Jurist)
Ernst Oestreicher (* 15. März 1914 in Nürnberg; † 9. Oktober 2009 in München) war ein deutscher Jurist. Er war Mitglied des Bayerischen Verfassungsgerichtshofs, Präsident des Bayerischen Verwaltungsgerichts, Verfasser juristischer Kommentare und Träger des Bundesverdienstkreuzes Erster Klasse.

## Leben
Ernst Oestreicher war der Sohn eines Schulleiters. 1933 machte er Abitur am Neuen Gymnasium Nürnberg, begann im Sommersemester 1933 das Studium der Rechtswissenschaft an der Friedrich-Alexander-Universität Erlangen-Nürnberg und trat der musischen Studentenverbindung AMV Fridericiana Erlangen bei.
Er wurde Rechtsreferendar in Parsberg und Neumarkt in der Oberpfalz. Ab 1937 arbeitete er am Landgericht Amberg, ab 1938 als Regierungsreferendar in Neumarkt in der Oberpfalz, ab 1939 in gleicher Funktion in Nürnberg.
Im Zweiten Weltkrieg durchlief Oestreicher die Dienstgrade Unteroffizier bis Oberleutnant, wirkte in einem Flak-Ausbildungsstab und geriet in Kriegsgefangenschaft.
Ab 1940 war er Regierungsassessor in Nürnberg, ab 1947 Regierungsrat in Eggenfelden, ab 1952 Verwaltungsgerichtsrat am Bayerischen Verwaltungsgerichtshof in München, ab 1957 dort Verwaltungsgerichtsdirektor, ab 1958 dort Oberverwaltungsgerichtsrat, ab 1961 Mitglied des Bayerischen Verfassungsgerichtshofs, ebenfalls in München, ab 1964 Präsident des Bayerischen Verwaltungsgerichts München. 1977 trat Oestreicher in den Ruhestand.

## Werke (Auswahl)
- Ernst Oestreicher, Andreas Decker (Hrsg.): SGB II, SGB XII. Grundsicherung für Arbeitsuchende und Sozialhilfe. Mit Asylbewerberleistungsrecht, Erstattungsrecht des SGB X. Kommentar. Loseblatt Auflage. C.H. Beck, München.
- Sebastian Heitzer/Ernst Oestreicher, Kommentar Bundesbaugesetz, 1962

## Auszeichnungen
- 1979: Bundesverdienstkreuz am Bande
- 1990: Bundesverdienstkreuz Erster Klasse